# Chitină
În biologie, chitina (C8H13NO5)n este o polizaharidă, o substanță organică asemănătoare cu celuloza, care formează exoscheletul insectelor sau al altor artropode, (crustacee sau arahnide). Se întâlnește de asemenea în alte regnuri, precum licheni sau anumite specii de ciuperci. De exemplu, carapacea unui crab conține 25% chitină și 75% carbonat de calciu.

## Istorie
În 1821 francezul Henri Bracon (Braconnot), directorul grădinii botanice din Nancy, a găsit în ciuperci o substanță insolubilă în acid sulfuric, pe care a numit-o fungin. Chitina a fost prima dată izolată din carapacea tarantulei. Termenul chitină a fost propus de către omul de știință francez A. Odio în 1823, în timp ce investiga carapacea insectelor.

## Etimologie

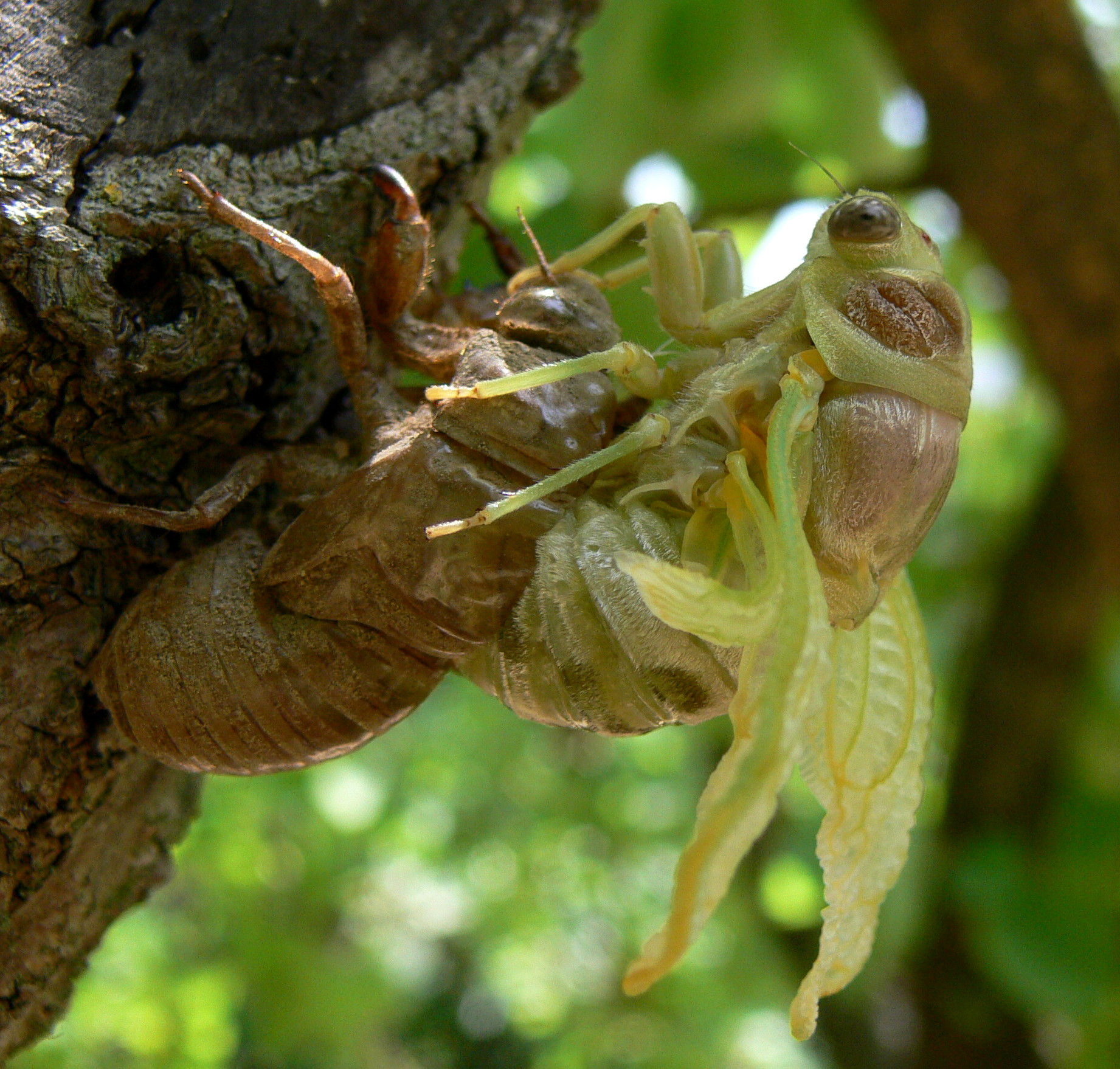
O cicadă își năpărlește învelișul chitinos

Chitină vine din cuvantul χιτών din greaca veche, semnificând tunică, derivat în limba greacă modernă în chitōn - moluscă. Alte surse pot fi cuvântul semitic "*kittan", sau cuvintele akkadiene "kitû" ori "kita’um", însemnând in, respectiv haine, sau cuvântul sumerian "gada" sau "gida". În română cuvăntul a fost preluat din francezul "chitine", apărut în 1836.

## Proprietățile chimice și fizice ale moleculei

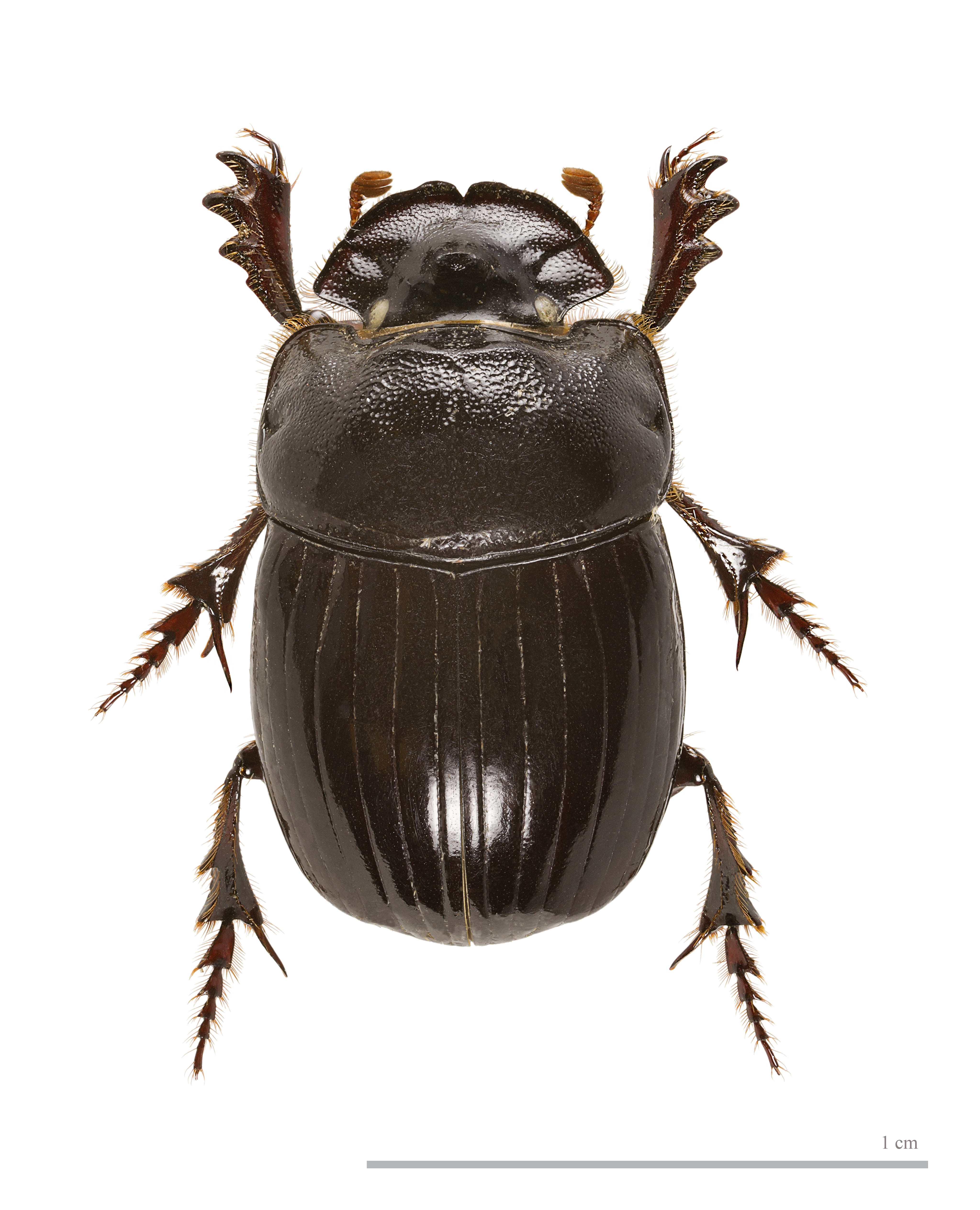
Chitina este una din principalele componenente ale exoschletului la insecte (aici Copris lunaris ♀)

Este un zahăr modificat care conține azot, polizaharid, din grupa acetilglucozaminei (N-acetil-glucosamină) legate între ele prin legătură de tip covalent β-1,4 (similare cu legăturile dintre grupuri de glucoză în moleculele de celuloză). Astfel chitina poate fi descrisă ca celuloză cu un grup de hidroxil al fiecărui monomer înlocuit cu un grup de acetilamină. Această formulă permite legături mai strânse între atomii de hidrogen ai polimerilor alăturați, rezultănd într-un material mai rezistent. Numele chimic al moleculei este poli N acetil D glucosamina, β-(1,4)-2-Acetamido-2-dezoxi-D-glucoză sau simplu N-acetill-D-glucozamină β-(1,4) N-acetil-D-glucozamină.

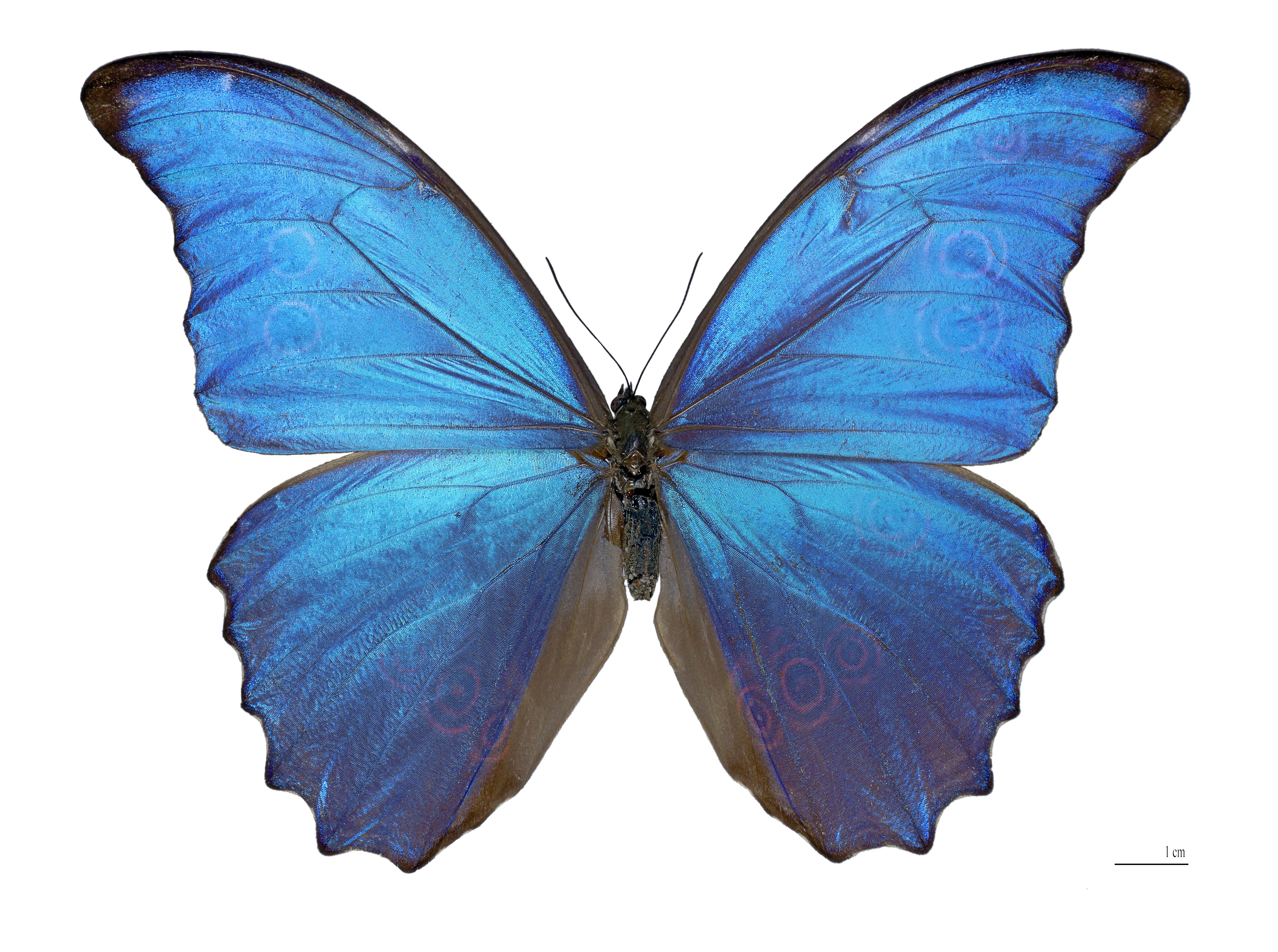
Culoare structurală

În formă pură, chitina este translucidă, pliabilă, rezistentă și dură. La artropode este adesea modificată, fiind încorporată într-o matrice proteică dură care formează exoscheletul. În forma pura are o textură și consistență de piele, dar combinată cu carbonat de calciu, devine mult mai rezistentă. Diferența între forma modificată și cea nemodificată se poate vedea comparănd o omidă (nemodificată) cu un gândac (modificată). Cu toate ca este translucidă, dimensiuni diferinte ale straturilor paralele de microfibre pot crea culori structurale, datorită fenomenului de interferență..

## Record fosil
Chitina este prezentă în exoscheletul artropodelor din Cambrian, precum trilobiții. Cea mai veche mostră de chitină datează din Oligocen, cu 25 milione de ani în urmă.

## Biosinteză și rol biologic

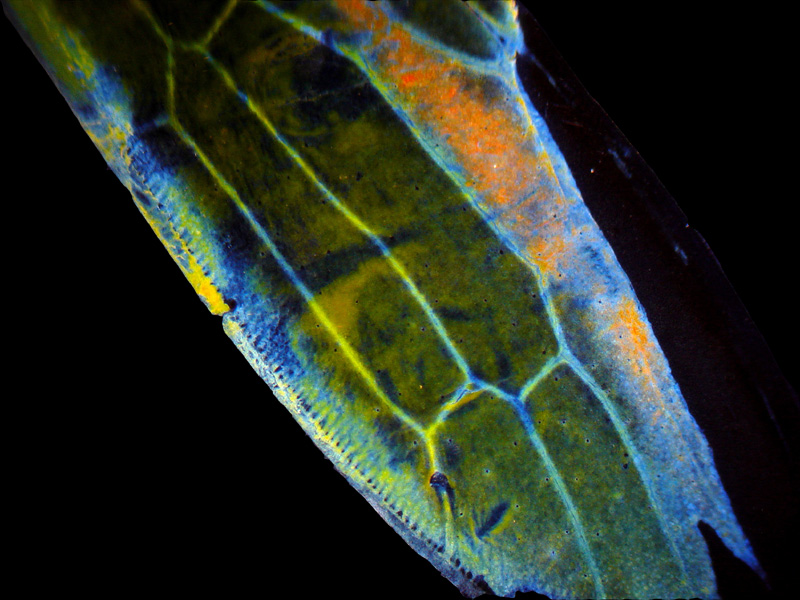
Chitină în aripa unui gândac

Chitina este unul din constituenții cuticulei la insecte, păienjeni sau crustacee, și are rol protector. Combinată cu carbonatul de calciu ea devine rigidă și formează exoscheletul crustaceelor, de exemplu al melcilor. Chitina găsită în cuticul artropodelor este chitină alfa, în care lanțurile de molecule de chitină sunt alineate de manieră antiparalelă prin legături de hidrogen. La brahiopode, la cefalopode și la anelide se găsește chitină beta unde lanțurile de molecule sunt aliniate de manieră paralelă. Chitina gama este mai rară, întâlnită la brahiopode.
La ciuperci, chitina este un component esențial al peretelui lateral și protejează celule fungince de mediul încojurător. Chitina participă activ în rigiditatea peretului fungal. Polimerul de chitină de origine biologică este sintetizat prin activitate enzimatică numită sinteza chitinei. În Saccharomyces cerevisiae au loc mai multe activități de sinteză a chitinei în locații diferite intracelular și la anumite etape ale înmugurire a acestei ciuperci unicelulare.

## Utilizare

Sinteza chitosanului din chitină

Acest component organic este în general bine suportat de către țesuturile biologice, și este utilizat în cosmetică sau în tratamentul arsurilor. În chirurgie este utilizat ca fir chirurgical, datorită rezistenței, flexibilității și faptului că este biodegradabil, resorbindu-se pe măsură ce rana se vindecă. Se pare că are proprietăți care accelerează vindecarea rănilor la oameni.
Ocupații asociate cu nivele înalte de chitină, cum ar fi prepararea crustaceelor, sunt predispuse unor rate crescute de astm. Studii recente arată că chitina poate juca un rol în introducerea de alergii la oameni. Șoarecii tratați cu chitină dezvoltă un răspuns alergen, caracterizat prin creșterea proteinei interleukin-4 în celulele sistemului imunitar. Pentru acești șoareci, un tratament adițional cu enzima chitinoasă anulează răspunsul.
Chitină este de asemenea folosit pentru a filtra apelor uzate: aceasta face lanțuri de care se atașează elemente ionizabile a materiei organice (vezi chitosan). Este folosită în industria alimentară la fabricarea sucurilor..
Studii recente arată că chitina induce o creștere a efectivității mecanismelor de apărare ale plantelor. Este menționată și ca îngrașământ care poate îmbunătății producția.
Chitosan este derivat din chitină și este folosit ca element de biocontrol în agricultură și horticultură.
Chitina este folosită în industrie în multe procese. Este folosită ca aditiv pentru a stabiliză și pentru a da consistență mâncărurilor sau produselor farmaceutice. De asemenea acționează ca un liant în vopsele, materiale textile sau adezivi. Membrane de separare și rășini pentru schimbul de ioni pot fi produse din chitină.

## Cantități disponibile
Chitina este al doilea polimer produs în lume după celuloză. Se produce din crustacee marine, iar producția este estimată la 2,3.109 t (~1 g/an/m2) din care:
- 90% din zooplancton și krill;
- 2.106 t/an decapode mari, (crabi și languste).
Este estimat că s-ar putea produce 75000 de tone de chitină pe an prin captură de moluște..

## Vezi și

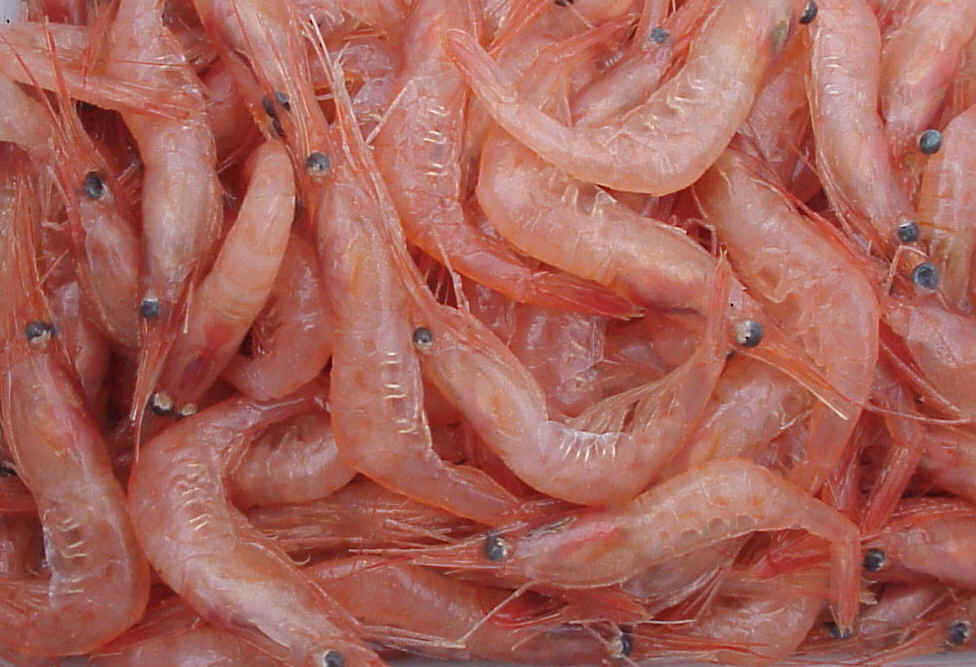
Chitosan se produce din carapace de crevete și alte crustacee marine, precum Pandalus borealis, în foto.